# Bruno Covas
Bruno Covas   (Santos, 7 d'abril de 1980 - Hospital Sírio-Libanès, 16 de maig de 2021), va ser un advocat i polític brasiler. Membre del Partit de la Social Democràcia Brasilera (PSDB), va ser alcalde de São Paulo del 2018 al 2021.

## Biografia

### Joventut i formació
Bruno Covas és net de Mário Covas, diputat federal, alcalde de São Paulo, senador i després governador de l'estat de São Paulo. Es va graduar a la Universitat de São Paulo.

### Carrera política
El 2014 va ser elegit diputat federal per l'estat de São Paulo. El 2016 va votar a favor de la destitució de la presidenta Dilma Rousseff.
El 2016 va ser elegit tinent d'alcalde de São Paulo a la llista de João Doria. El va succeir quan aquest va decidir ser candidat al càrrec de governador de l'Estat de São Paulo.
El 2020, és candidat a l'alcaldia de São Paulo. A la primera ronda, va quedar primer, rebent 32,85 % veus. S'enfronta a la segona volta a Guilherme Boulos, el candidat del PSOL i és elegit en obtenir 59,38 % de vots.

### Salut
El juny de 2020 va contreure COVID-19.
El càncer de l'aparell digestiu, que després va afectar els ganglis limfàtics, el fetge i els ossos, es va diagnosticar l'octubre del 2019. Ingressat a l'Hospital Sírio-Libanês el 2 de maig de 2021 va renunciar a les seves funcions d'alcalde, que va exercir el seu adjunt Ricardo Nunes a partir del 4 de maig. Va ser declarat en estat irreversible el 15 de maig i va morir l'endemà.